# Nathan Delfouneso
Nathan Abayomi Delfouneso (født 2. februar 1991 i Birmingham, England) er en engelsk fodboldspiller, der spiller som angriber hos Blackpool. Han har tidligere spillet en årrække hos Aston Villa, og også været tilknyttet blandt andet Leicester og Blackburn.

## International karriere
Delfouneso spillede senest for Englands U-21 landshold, og har desuden tidligere repræsenteret sit land på både U-16, U17 og U-19 niveau.